# Tymanówka
Tymanówka (ukr. Тиманівка, Tymaniwka) – wieś na Ukrainie, w rejonie tulczyńskim obwodu winnickiego. 
Za czasów polskich należała do powiatu bracławskiego, pod rozbiorami siedziba gminy Tymanówka w powiecie jampolskim guberni podolskiej.